# Конвої UG
Конвої UG (англ. UG convoys), від США до Гібралтару (United States to Gibraltar) — серія трансатлантичних конвоїв, що прямували на схід від Сполучених Штатів до Гібралтару і перевозили продовольство, боєприпаси та військову техніку для американських збройних сил, що билися в Північній Африці та Південній Європі під час Другої світової війни. Ці конвої збиралися у Гемптон-Роудс біля гирла Чесапікської затоки та зупинялися в різних місцях Північної Африки, в процесі вибиття сил Осі з цього театру війни з 1942 по 1945 рік. Зворотні конвої носили ім'я GU (від Гібралтару до США) відповідно.

## Історія
З початком Другої світової війни була запроваджена система конвоїв. Військові матеріали союзників транспортувалися з Північної Америки на Британські острови в конвоях HX з 1939 року та в повільніших конвоях SC з 1940 року. Ці конвої супроводжували кораблі Королівських флотів Великої Британії та Канади. Військово-морські сили США забезпечували кілька супроводів конвоїв HX і SC з вересня 1941 по квітень 1943 року. Конвої UG були встановлені як другий, більш прямий шлях постачання для підтримки вторгнення в Північну Африку. Перший конвой, позначений UGF 1, був конвоєм вторгнення, який відплив з портів Америки 24 жовтня 1942 року та прибув у зону вторгнення 8 листопада 1942 року. «F» позначав конвой швидкісних кораблів. Після цього швидкі та повільні конвої на схід і на захід на цьому південному маршруті відповідно отримали чотири окремі послідовності нумерації, починаючи з цифри «2».

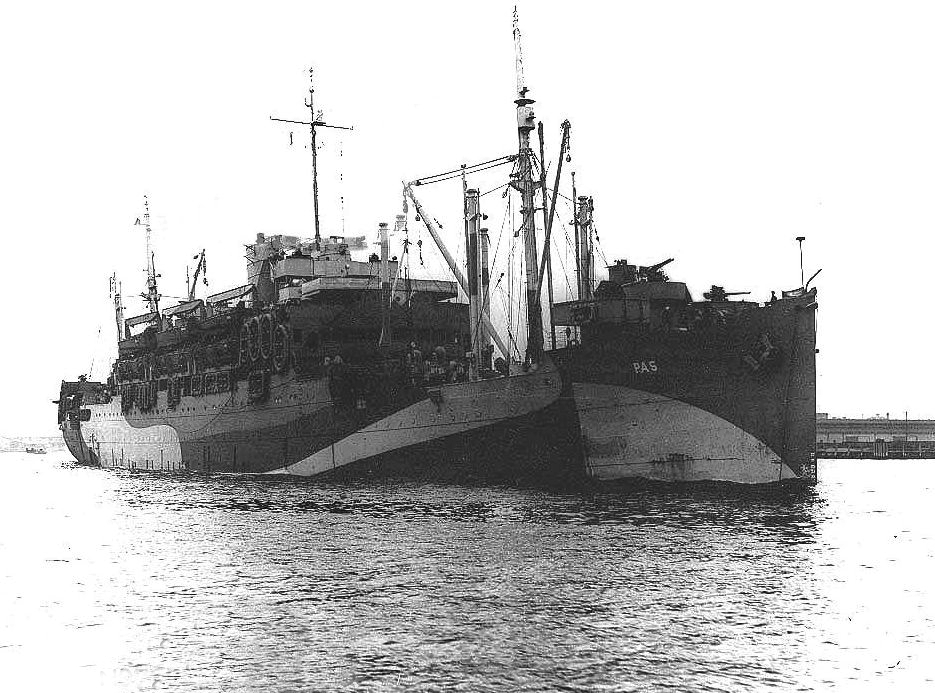
Транспорт атаки «Барнетт», тип суден, що найчастіше використовувався у швидкісних конвоях типу UG

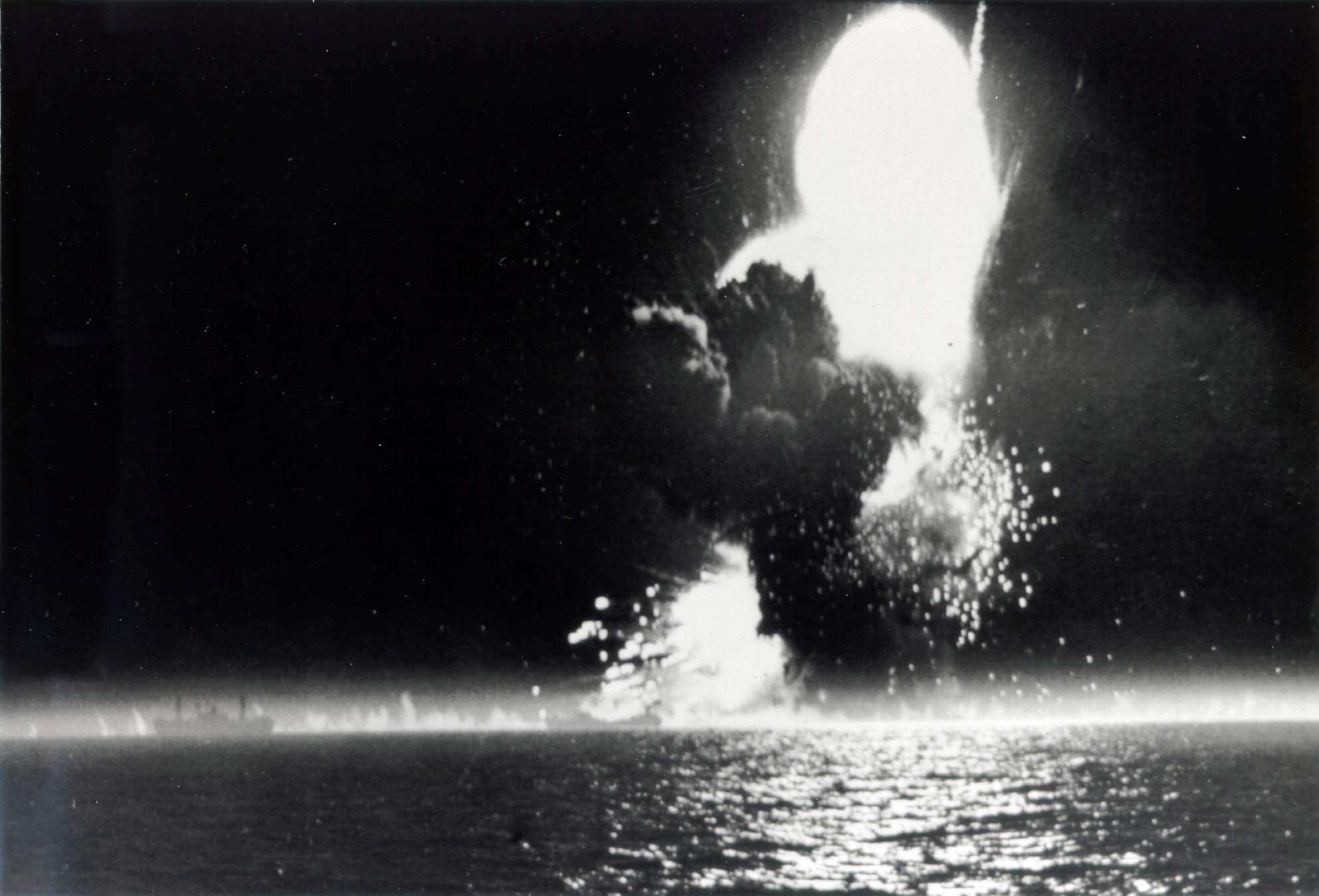
Вибух вантажного судна «Пол Гамільтон» типу «Ліберті», що перевозило боєприпаси в конвої UGS-38, ураженого авіаційними торпедами 23 німецьких торпедоносців Ju 88A III./KG 26, I. і III./KG 77 північніше Алжира. 20 квітня 1944

Починаючи з UGF 2, який вийшов з Нью-Йорка 6 листопада 1942 року, швидкісні конвої на схід проходили південним трансатлантичним маршрутом з нерегулярними інтервалами приблизно за 25 днів до червня 1943 року. Конвої UGF 2 і UGF 3 прибули до Касабланки, а точка прибуття згодом була продовжена до середземноморського порту Оран з конвоєм UGF 4. Готуючись до вторгнення союзників на Сицилію, конвої UGF 8 і UGF 9 йшли двома партіями, причому друга партія ідентифікована як UGF 8A і UGF 9A відповідно. Конвой UGF 10 був останнім конвоєм, який зупинився в Орані 2 вересня 1943 року; і конвой UGF 11 був першим, що досяг південноєвропейського порту Неаполя 31 травня 1944 року. Коли UGF 12 відплив з Гемптон-Роудс 1 липня 1944 року, інтервал був встановлений у 27 днів, яким він залишався до кінця війни. Цей розклад передбачав дві групи супроводу, що базувалися в Норфолку. Окремі конвої під назвою UGF 15B і UGF 17B прибули до пунктів призначення в Марселі. Останній швидкісний східний конвой UGF 22 завершився в Орані 8 квітня 1945 року. Загалом 382 судна йшли у 26 швидкісних конвоях, і жодне не було втрачено.
Приблизно два повільні конвої на схід на місяць відправлялися з Гемптон-Роудс уздовж південного трансатлантичного маршруту, починаючи з конвою UGS 2, який вийшов 13 листопада 1942 року. Частота плавання зросла до трьох конвоїв на місяць влітку 1943 року і знову зросла до шести конвоїв на місяць у 1945. Останній повільний конвой у східному напрямку, UGS 95, залишив Гемптон-Роудс 28 травня 1945 року. Приблизно 5800 суден здійснили плавання з американських портів до Африки та Південної Європи у 100 повільних конвоях. За цей час лише три судна було втрачено в Атлантичному океані внаслідок атаки німецьких підводних човнів на конвой HX 229/SC 122 у березні 1943 року. Решта втрат припала на акваторію Середземного моря.

### Зворотні конвої
Загалом 335 суден повернулися до США південним трансатлантичним маршрутом у 24 швидкісних конвоях, починаючи з виходу із Касабланки 29 листопада 1942 року конвою GUF 2. Останній швидкісний конвой GUF 22 на захід залишив Оран 16 квітня 1945 року. Додаткові партії були визначені як GUF 2A, GUF 15B і GUF 17B. Жодне судно не було втрачено з цих швидких конвоїв.
Приблизно 5200 суден повернулися до США південним трансатлантичним маршрутом у 98 повільних конвоях, починаючи з виходу конвою GUS 2 з Орана 21 грудня 1942 року. Останній повільний конвой GUS 92 у західному напрямку залишив Оран 27 травня 1945 року. Додаткові партії були ідентифіковані як GUS 5A, GUS 5B, GUS 6A, GUS 7A, GUS 8A, GUS 10X і GUS 55B. Під час атлантичної частини плавання ці конвої не зазнали втрат, але п'ять кораблів загинули в Середземному морі.